# Music for an Accelerated Culture
Albums de Hadouken!
For the Masses
(2010)
Singles
1. That Boy That Girl
Sortie : 28 février 2007
2. Liquid Lives
Sortie : 25 juin 2007
3. Get Smashed Gate Crash
Sortie : 17 mars 2008
4. Declaration of War
Sortie : 4 mai 2008
5. Crank It Up
Sortie : 7 juillet 2008

Music for an Accelerated Culture est le premier album studio du groupe britannique de rock indépendant Hadouken!, publié le 5 mai 2008 par Atlantic Records.

## Liste des chansons
Toutes les chansons sont écrites et composées par Hadouken!.
| No  | Titre                  | Durée |
| --- | ---------------------- | ----- |
| 1.  | Get Smashed Gate Crash | 3:21  |
| 2.  | That Boy That Girl     | 3:32  |
| 3.  | Game Over              | 3:35  |
| 4.  | Declaration of War     | 3:11  |
| 5.  | Mr Misfortune          | 3:17  |
| 6.  | Crank It Up            | 3:00  |
| 7.  | What She Did           | 3:18  |
| 8.  | Driving Nowhere        | 3:48  |
| 9.  | Liquid Lives           | 2:51  |
| 10. | Spend Your Life        | 3:13  |
| 11. | Wait for You           | 4:00  |